# Franz Marc

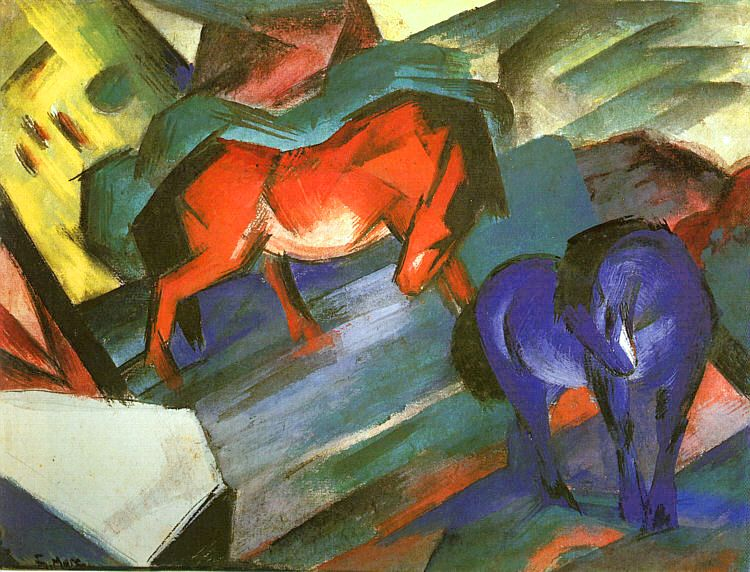
Vermell i blau

Franz Marc (8 de febrer de 1880- 4 de març de 1916) va ser un pintor alemany. Fou un dels principals representants del moviment expressionista alemany anterior a la primera guerra mundial.

## Carrera
Franz Marc era fill de Wilhelm i Sophie Marc, Wilhelm fou un pintor paisatgista professional i Sophie una calvinista estricta.
Marc va néixer el 1880 a la ciutat alemanya de Múnic i va començar a estudiar a l'Acadèmia de Belles Arts de Múnic el 1900. Durant el 1903 i el 1907 va passar un temps a París i va descobrir una forta afinitat pel treball de Vincent van Gogh. Marc va desenvolupar una amistat important amb l'artista August Macke el 1910. El 1911 va formar el cercle artístic Der Blaue Reiter juntament amb Vassili Kandinski i d'altres artistes que decidiren escindir-se del moviment Neue Künstlervereinigung.
Va exhibir diversos treballs a la primera exposició de Der Blaue Reiter a la galeria Thannhauser a Múnic, entre desembre de 1911 i gener de 1912. La mostra va ser la culminació del moviment expressionista alemany i es va exhibir també a Berlín, Köln, i Frankfurt. El 1912, Marc va conèixer Robert Delaunay, l'ús del color del qual i el futurisme van esdevenir la següent influència més important en el treball de l'artista. Marc va rebre influència creixent del futurisme i el cubisme, i el seu art esdevingué cada cop més fort i abstracte.
El seu nom es trobava en una llista d'artistes notables que havien de ser cridats a deixar el combat durant la Primera Guerra Mundial. Abans que aquestes ordres es portessin a terme, va morir a causa de l'explosió d'una granada mentre muntava a cavall fent una patrulla en la batalla de Verdun el 1916.

## Estil i llegat

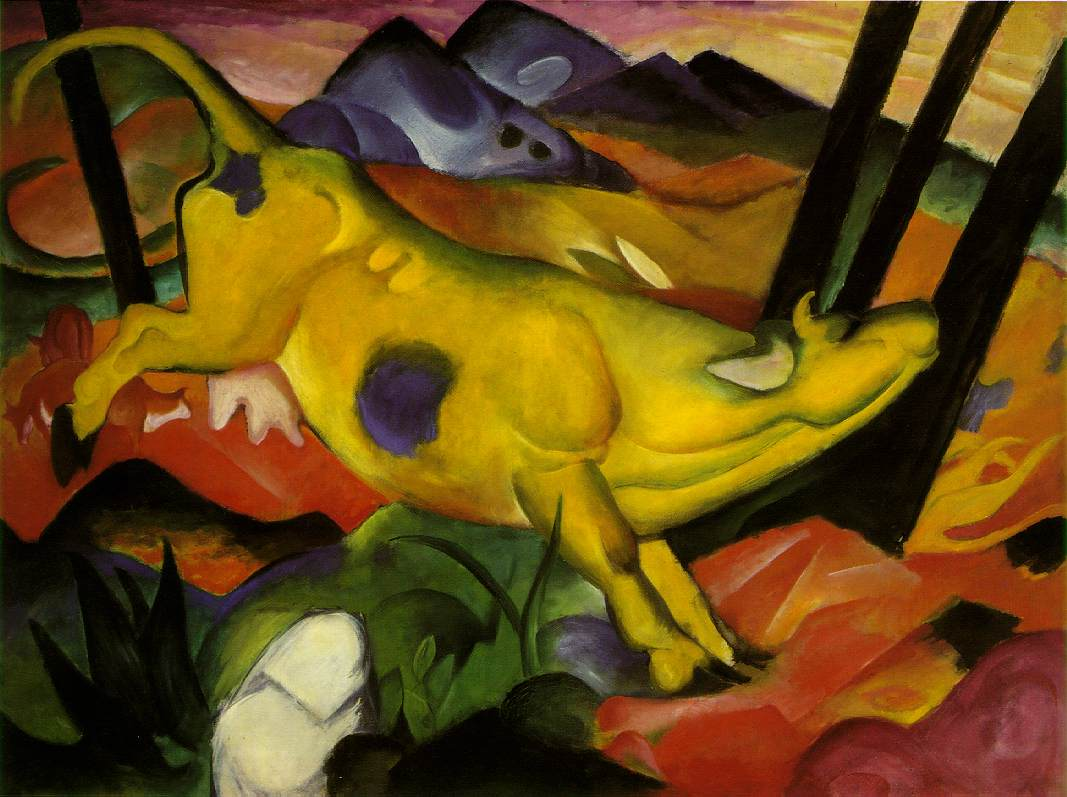
La vaca groga

La major part de l'obra de maduresa de Marc retrata animals, normalment en posades en escena naturals. La seva obra es caracteritza per l'ús de colors primaris brillants, una representació quasi cubista dels animals, una forta simplicitat i un profund sentit de l'emoció, els quals guanyaren l'atenció de cercles influents d'entre els seus contemporanis.
Mitjançant figures d'animals Franz Marc expressa o mostra comportaments, però sobretot sensacions i sentiments molt humans i que els humans les i els identifiquem com a pròpies, que ens provoquen un impacte molt primari o animal: del que és bell, la serenor, el vincle amb la natura, la llibertat, però també, la soledat, la natura despietada, el caos etc... Aquesta corrent s'anomena animalització de l'art.
Franz Marc desenvolupa el tractament profund del llenguatge del color, que va ser molt discutit a l'època, sobretot amb el seu gran amic August Macke. També va cultivar una profitosa amistat amb els pintors Vassili Kandinski i Gabriele Münter, parella d'amants durant una època en què Marc vivia a Kochel am See i Kandinski i Münter a Murnau, ambdues poblacions a la zona d'Oberbayern.
Per a Franz Marc el color groc expressa la feminitat, la dolçor, la serenor... A la seva obra “La vaca groga” (die gelbe Kuh, 1911) apareix aquest animal i amb els seus moviments ens expressa una profunda felicitat: el cap dirigit al cel, amb els ulls tancats, un lleuger somriure, les potes del darrere al vol, està en moviment, ella se sent lliure i és feliç, malgrat estar encabida en un paisatge que no és seré.
En canvi, el color blau per a Franz Marc és el de la masculinitat, el del ser espiritual però que també es mostra esquerp o fred. A la seva obra “El cavall blau” (blaues Pferd, 1911) aquest animal és elegantíssim, suposa una figura central dins un paisatge seré, com ell mateix, que mira reflexiu cap avall, conscient del seu paper i la seva responsabilitat.
A l'obra Rehe im Walde II (1914) la família de cabirols pintats per Franz Marc s'ha arribat a considerar una representació de la Sagrada Família, els pares (ell blau, ella taronja) que envolten el cadell (groc), en un racó del bosc, envoltats d'alts matolls. Aquesta és una obra més abstracta de Franz Marc, de la seva última fase, on les formes ja no són tan rodones i sorgeixen punxes i rectes.
La pintura més coneguda de Franz Marc és probablement Tierschicksale (també coneguda com El destí dels animals) completada el 1913, i que es troba al museu Basel Kunstmuseum a Basilea.
Hi ha destacades obres del pintor a la Galeria Lenbachhaus de Múnic, al Museu Guggengeim de Nova York i val la pena anar al museu de Kochel am See dedicat al pintor.
Marc va realitzar unes 60 impressions en fusta gravada i litografia.